# Kaple Altöttinské Matky Boží (Nové Město)
Kaple Altöttinské Matky Boží v Novém Městě se nachází ve východní části vesnice u silnice ke hradu Freudenstein. Pozdně barokní kaple byla postavena ve druhé polovině osmnáctého století a patřila ke kaplím podél poutní cesty z Jáchymova ke klášteru v Mariánské. Během druhé poloviny dvacátého století zchátrala a její vybavení bylo rozkradeno nebo zničeno.
Kaple má obdélný půdorys a trojboký presbytář s výklenky ve vnitřních bočních stěnách. Kryje ji sedlová střecha. Bývala šindelová, ale při novodobých opravách byl jako střešní krytina použit plech. Dovnitř se vstupuje půlkruhově ukončeným vchodem, nad nímž se nachází trojúhelníkový štít s mušlovitou nikou. Interiér je zaklenutý valenou klenbou. Uvnitř se nachází dřevěný portálový oltář se soškou Černé Madony a několik nehodnotných sošek světců.